# Amide
Een amide is:

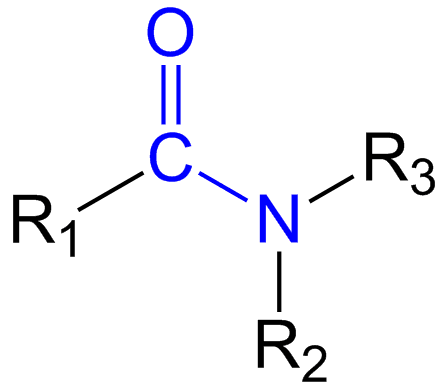
Algemene structuurformule van een amide.

- Een functionele groep waarin een stikstofatoom gebonden is aan een atoom met een hoge partiële lading. Net als bij ether en alcohol wordt de naam "amide" vaak beperkter gebruikt als aanduiding voor een carbonzuuramide, de hieronder genoemde groep. Ook sulfonamiden behoren tot de amiden.
- Een functionele groep bestaande uit een koolstofatoom waaraan zowel een dubbel gebonden zuurstofatoom als een stikstofatoom gebonden zijn. Het zuurstofatoom heeft geen bindingen meer beschikbaar, de vierde binding van koolstof en de twee andere bindingen aan stikstof zijn beschikbaar voor binding met waterstof, alkylgroepen, of andere functionele groepen.
- een organische verbinding met zo'n groep.

## Eigenschappen
De binding van stikstof aan een atoom met een hoge partiële lading heeft tot gevolg dat het vrij elektronenpaar op stikstof nauwelijks beschikbaar is om de van ammoniak bekende waterstofbrug te vormen. Ook de eventuele waterstofatomen aan het stikstofatoom zijn tamelijk zuur.

## Voorkomen
Een belangrijke groep verbindingen waarin de amide-structuur optreedt zijn in de biologie/biochemie de eiwitten (poly-aminozuren). De figuur hiernaast geeft de structuur van de binding tussen twee aminozuren in een poly-aminozuur weer. R1 en R2 staan dan voor de aminozuurresten. In de chemische industrie zijn formamide, dimethylformamide en aceetamide belangrijke oplosmiddelen.
De amidebinding komt voor in sommige typen kunstmatige polymeren, de polyamiden.

## In de biologie
Eiwitten zijn natuurlijke polyamiden met de 20 natuurlijke aminozuren als bouwstenen. Er zijn echter ook weinig voorkomende eiwitten zoals nisine, die andere aminozuren hebben ingebouwd. In de biochemie wordt het structuurelement van het amide vaak aangeduid als peptidebinding. 
De N-H van een amide is een goede donor van waterstofbruggen, de carbonylgroep een goede acceptor. Waterstofbruggen tussen de N-H en carbonylgroepen van verschillende amidebindingen geven aan eiwitten hun secundaire structuur: de basis van de natuurlijke opvouwing van eiwitten als laatste stadium van de eiwitsynthese.

## Synthese
Het gedachte-experiment waarin ammoniak of een amine met een zuur reageert onder vorming van een amide en water verloopt in de praktijk niet makkelijk. In de praktijk wordt gebruikgemaakt van zuuranhydriden of zuurchlorides om de reactie de nodige snelheid te geven. Vaak is het dan weer nodig om de reagentia langzaam samen te voegen of zeer goed te koelen.